# Turbine (Schiff, 1927)
Die Turbine war das Typschiff einer Klasse von acht italienischen Zerstörern. In den ersten vier Monaten der Beteiligung Italiens am Zweiten Weltkrieg gingen sechs Zerstörer dieser Klasse verloren. Nur die Turbine und die Euro blieben als einzige Zerstörer der Klasse bis zum Ende der Beteiligung Italiens an der Seite des Deutschen Reichs vorhanden.
 Anders als das Schwesterschiff Euro, das – wenn auch nur wenige Tage – auf alliierter Seite im Einsatz war, wurde die Turbine von den Deutschen beschlagnahmt und als Torpedoboot TA 14 in der Ägäis eingesetzt.
 Das Torpedoboot Ausland 14  ex R.Ct. Turbine wurde am 15. Oktober 1944 von US-Bombern in Salamis versenkt.

## Geschichte des ZerstörersTurbine
Am 27. August 1927 wurde der Zerstörer Turbine von der Regia Marina in Dienst gestellt.

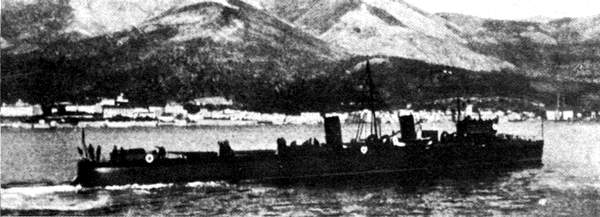
Die erste RN Turbine

Er war der zweite Zerstörer der italienischen Marine mit diesem Namen, den von 1902 bis zum 24. Mai 1915 schon ein Boot der Nembo-Klasse von 330 t geführt hatte, das im Ersten Weltkrieg gleich nach dem Kriegsbeitritt Italiens auf Seiten der Entente durch den österreichischen Kreuzer Helgoland und seine Begleitzerstörer versenkt wurde.
Die neue Turbine war der erste von acht Zerstörern der gleichnamigen Klasse, die auf drei italienischen Werften am Ligurischen Meer bis zum Oktober 1928 entstanden. Die neue Klasse war eine Weiterentwicklung der Zerstörer vom Typ Sauro durch die Odero-Werft. Die neuen Zerstörer sollten eine höhere Geschwindigkeit erreichen können. Sie erhielten deshalb einen gut 3 m längeren Rumpf und eine stärkere Antriebsanlage. Der neue Rumpf bot auch Platz für einen größeren Treibstoffvorrat.

Der Rumpf hatte eine Länge von 93,2 m über alles, eine Breite von 9,2 m und einen normalen Tiefgang von 3 m. Die neuen Zerstörer hatten eine Standardverdrängung von 1090 t und eine Maximalverdrängung von 1700 t. Der Antrieb erfolgte durch zwei Getriebe-Turbinensätze vom Typ Parsons mit einer Gesamtleistung von 40.000 PS auf zwei Wellen, deren Dampf in drei Kesseln der Bauart Thornycroft erzeugt wurde. Mit der Maschinenleistung sollten die neuen Zerstörer 33 kn erreichen. Die Schiffe erreichten alle bei ihren Probefahrten über 36 kn, allerdings mit verringerter Ausrüstung. Mit 274 t Öl sollten die neuen Zerstörer bei 14 kn Marschgeschwindigkeit eine Reichweite von 3200 sm haben.
Die Hauptartillerie der neuen Zerstörer bestand aus zwei 120-mm-L/45-Zwillingsgeschützen Bauart Ansaldo vor bzw. hinter den Aufbauten. Diese Geschütze waren eine italienische Weiterentwicklung britischer Grundentwürfe.
Zur Abwehr gegen Angriffe aus der Luft verfügten die Turbine und ihre Schwesterschiffe anfangs mittschiffs über zwei einzelne 40-mm-L/39-Vickers Terni-Flak - Lizenzbau einer britischen Konstruktion - und ein 13,2-mm-Breda-Zwillings-Maschinengewehr, dem Lizenzbau einer französischen Waffe durch die Firma Breda.
Als Angriffsbewaffnung verfügten die Schiffe über zwei Dreifach-Torpedorohrsätze mit 533 mm-Durchmesser.
Die Zerstörer konnten auch mit bis zu 52 Minen ausgerüstet werden.
Die Besatzung der neuen Zerstörer bestand in der Regel aus zwölf Offizieren und 167 weiteren Besatzungsangehörigen.

### Vorkriegseinsätze
Das Typschiff Turbine war bei den Probefahrten eines der schnellsten Schiffe der neuen Klasse mit einer Geschwindigkeit von 39,5 Knoten.
Von 1929 bis 1932 nahm der Zerstörer an einigen Kreuzfahrten im Mittelmeer teil. 1934 befand sich der Zerstörer mit dem Schwesterschiff Nembo vorübergehend im Roten Meer. Turbine beteiligte sich am Spanischen Bürgerkrieg, um Nachschub für die republikanische Seite zu unterbinden. Im Rahmen dieser Operationen torpedierte und versenkte sie mit dem Schwesterschiff Ostro am 30. August 1937 vor Tizgirt in der Provinz Tizi Ouzou an der östlichen algerischen Küste den sowjetischen Dampfers Tymiryazev (3226 BRT). Die 30-köpfige Besatzung wurde von einem Fischerboot gerettet. Das russische Schiff war auf Weg von Großbritannien nach Port Said und hatte keinen Bezug zum Spanischen Bürgerkrieg.
Zwischen 1939 und 1940 wurde die Turbine wie die (meisten?) Schwesterschiffe umgebaut. Die beiden alten 40-mm-L/39-Flak wurden entfernt und durch neue 20 mm-L/65-Breda-Maschinenkanonen und zwei Wasserbombenwerfer ersetzt. Beim Kriegseintritt Italiens in den Zweiten Weltkrieg bildete Turbine zusammen mit den Schwesterschiffen Euro, Nembo und Aquilone die 1. Zerstörerflottille in Tobruk. Die vier anderen Zerstörer der Klasse bildeten die 2. Zerstörerflottille in Tarent.

### Weltkriegs-Einsätze der Zerstörer-Klasse
Ab dem 6. Juni 1940 verlegte die italienische Marine umfangreiche Defensiv-Minensperren an den italienischen Küsten. Vor Libyen und Tobruk legten das Hilfsschiff Barletta und die Zerstörer Nembo, Euro, Aquilone und Turbine 14 derartige Sperren mit 540 Minen.

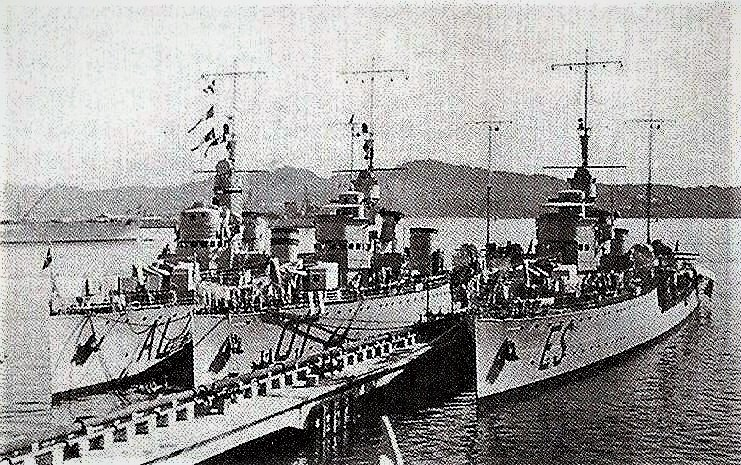
Die Zerstörer Aquilone, Ostro und Espero in La Spezia

Am 14. Juni beschoss die 1. Zerstörer-Flottille mit Turbine, Nembo und Aquilone den ägyptischen Grenzort Sollum. Am 19. Juni gelang der Turbine auf einer Patrouillenfahrt etwa 25 Seemeilen vor Tobruk die Versenkung des britischen U-Boots HMS Orpheus mit Wasserbomben. Das U-Boot sank mit seiner gesamten Besatzung.

Ende des Monats sollten die Turbine-Zerstörer Espero, Ostro, Zeffiro der 2. Zerstörer-Flottille zwei Flugabwehrbatterien (Panzerabwehr ??) der Schwarzhemden-Miliz mit 162 Mann, 10 Geschützen und 120 Tonnen Munition nach Tobruk transportieren. Durch die britische Luftaufklärung frühzeitig erkannt, wurde das 7. Kreuzer-Geschwader der Mediterranean Fleet mit den Leichten Kreuzern Sydney, Orion, Liverpool, Neptune und Gloucester herangeführt. Die britischen Kreuzer eröffneten am frühen Abend des 30. Juni auf erheblicher Distanz das Feuer, trafen aber erst nach der 15. Salve. Der italienische Flottillenchef, Fregattenkapitän Baroni, opferte sich und sein Schiff, das nach Treffern der australischen Sydney gegen 20.15 Uhr auf 35°18' N und 20°12' E sank, während die beiden anderen Zerstörer nach Bengasi entkamen. Die Sydney rettet wohl 37 Schiffbrüchige; ein italienisches U-Boot fand 13 Tage nach dem Untergang noch ein Rettungsboot mit sechs Überlebenden. Der Munitionsverbrauch der britischen Kreuzer warf akute logistische Probleme auf, da in der Mittelmeerflotte nur noch 800 Schuss 152-mm-Munition vorhanden waren.

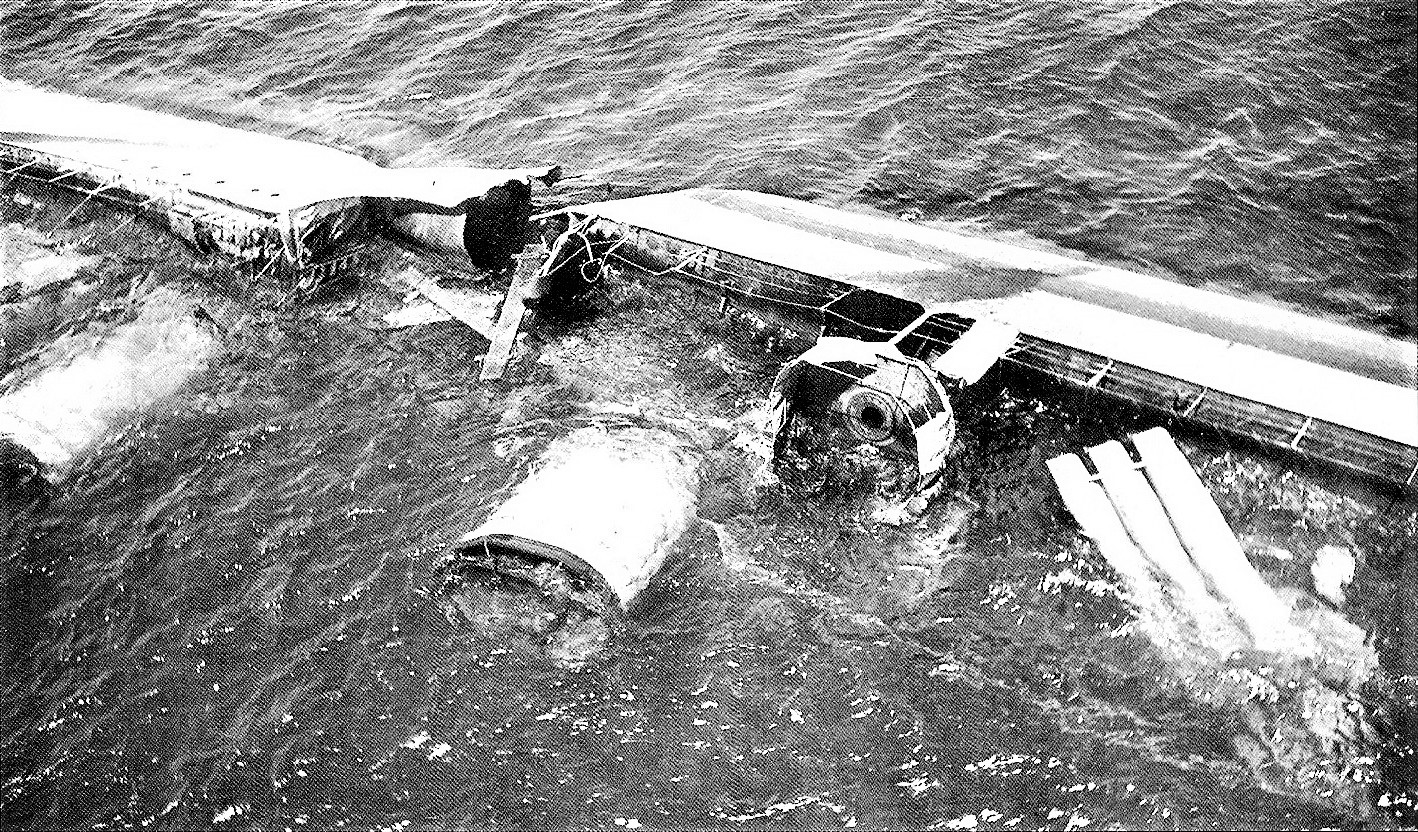
Die Reste der Nembo vor Tobruk

Am 5. Juli griffen neun Swordfish-Torpedoflugzeuge der 813. Squadron der FAA des britischen Flugzeugträgers Eagle den Hafen von Tobruk an und versenkten den Zerstörer Zeffiro und den Frachter Manzoni (3955 BRT). Der Zerstörer Euro und zwei weitere Frachter (Serenitas und Liguria) mussten sich auf Strand setzen. Euro wurde später geborgen. Am 20. Juli griffen wieder von der Eagle sechs Torpedoflugzeuge der 824. Squadron der FAA Schiffe in der Bomba-Bucht bei Tobruk an und versenkten die italienischen Zerstörer Nembo und Ostro (3./4. Verlust der Klasse) sowie den Frachter Sereno (2333 BRT).

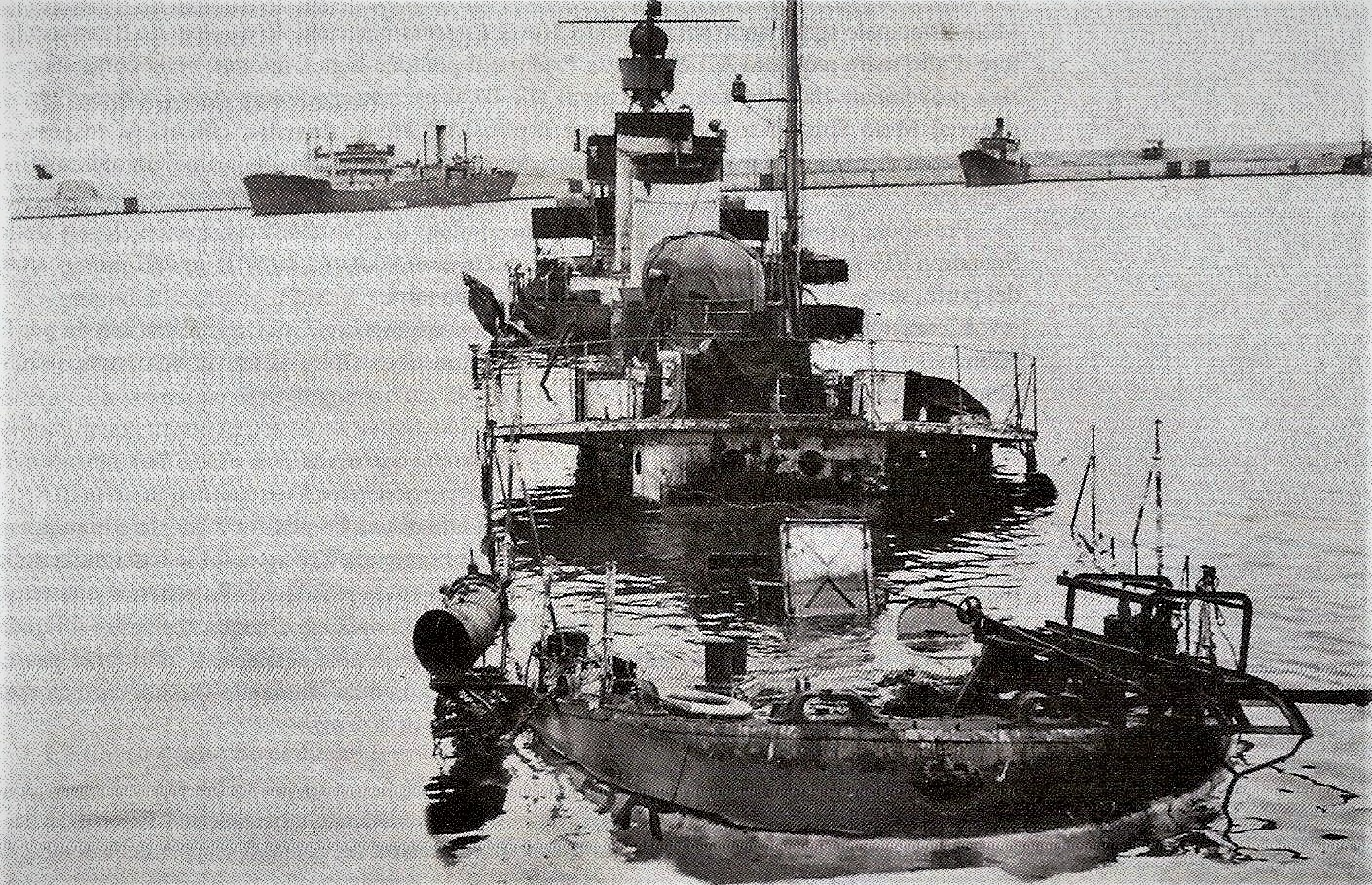
Die Reste der Borea im Hafen von Bengasi

Um den Vorstoß der 10. italienischen Armee unter Marschall Graziani über die libysch-ägyptische Grenze abzubremsen, ging die britische Mittelmeerflotte u. a. mit dem Träger Illustrious am 15. September in See, um erneut den Hafen von Bengasi anzugreifen. In der Nacht zum 17. warfen die Maschinen Minen vor dem Hafen ab und griffen Schiffe mit Torpedos an. Durch die Torpedos der 815. Squadron FAA gingen der Zerstörer Borea und zwei Frachter verloren; eine der Minen der Maschinen des Trägers wurde dem Zerstörer Aquilone zum Verhängnis, als er nach dem Luftangriff am Abend mit der Turbine nach Tripolis verlegen sollte.
Nach diesem Verlust blieben nur noch die unmittelbar vor ihr ausgelaufene Turbine, der ein Beidrehen zur Unterstützung der Borea verboten worden war und die dann nach Tripolis entkam, einsatzfähig.
 Die Euro war im Hafen von Tobruk seit Juli auf Strand gesetzt und wurde ab Oktober geborgen und repariert.

Zu ihrem weiteren Schicksal siehe Euro.
 Zeffiro, Nembo, Ostro, Borea und Aquilone wurden vor Ort ausgeschlachtet und abgebrochen.

### Die Einheiten der Turbine-Klasse
| RN       |    | Bauwerft                                    | Kiellegung | Stapellauf | in Dienst  | Schicksal |
| -------- | -- | ------------------------------------------- | ---------- | ---------- | ---------- | --- |
| Turbine  | TB | Odero, Sestri Ponente                       | 24.03.1925 | 21.04.1927 | 27.08.1927 | am 9. September 1943 als TA14 von der Kriegsmarine übernommen, am 16. September 1944 von US-Bombern in Salamis versenkt |
| Nembo    | NB | Cantieri del Tirreno, Riva Trigoso b. Genua | 21.01.1925 | 27.01.1927 | 24.10.1927 | am 20. Juli 1940 in Tobruk durch Fairey Swordfish der Eagle versenkt, 25 Tote                                           |
| Borea    | BR | Ansaldo, Genua                              | 29.04.1925 | 28.01.1927 | 24.11.1927 | am 17. September 1940 in Bengasi durch Flugzeuge der Illustrious versenkt, 1 Toter                                      |
| Aquilone | AL | Cantieri navali Odero                       | 18.05.1925 | 3.08.1927  | 9.12.1927  | am 17. September 1940 vor Bengasi nach Minentreffer gesunken (verlegt durch Flugzeuge der Illustrious), 13 Tote         |
| Euro     | ER | Cantieri del Tirreno                        | 24.01.1925 | 7.07.1927  | 22.12.1927 | am 3. Oktober 1943 vor Leros durch die deutsche Luftwaffe versenkt                                                      |
| Espero   | ES | Ansaldo                                     | 29.04.1925 | 31.08.1927 | 4.04.1928  | am 28. Juni 1940 westlich Kreta durch HMAS Sydney versenkt, ~ 170 Tote                                                  |
| Zeffiro  | ZF | Ansaldo                                     | 29.04.1925 | 27.05.1927 | 24.05.1928 | am 5. Juli 1940 durch Swordfish der Eagle versenkt, 21 Tote.                                                            |
| Ostro    | OT | Ansaldo                                     | 29.04.1925 | 2.01.1928  | 9.10.1928  | am 20. Juli 1940 in Tobruk von Swordfish der Eagle versenkt, 42 Tote.                                                   |

### Einsätze der RNTurbine1941 bis 1943
Ab dem 8. Februar 1941 sicherte der Zerstörer mit drei italienischen Torpedobooten und Flugzeugen des deutschen X. Fliegerkorps den ersten Konvoi mit Truppen und Material des Deutschen Afrika-Korps mit den deutschen Dampfern Ankara (4768 BRT), Arcturus (2596 BRT) und Alicante (2140 BRT) von Neapel nach Tripolis. Vom 8. bis 10. Februar verblieb der Konvoi wegen Sichtung der britischen Force H vorübergehend in Palermo, ehe er am den Marsch nach Tripolis fortsetzte. Ab dem 21. sicherte sie mit den Zerstörern Freccia und Saetta zwei deutsche Transporter auf dem Weg nach Nordafrika, als das britische U-Boot Regent den Dampfer Menes (5609 BRT) torpedierte. Während Saetta den Angreifer verfolgte und beschädigte, konnten die beiden anderen Zerstörer beide deutsche Transporter nach Tripolis bringen.
In der Folgezeit blieb die Turbine bei der Sicherung der Nachschubgeleite für die deutsch-italienischen Truppen in Nordafrika im Einsatz. Ab Mitte April gehörte auch das wieder instandgesetzte Schwesterschiff Euro zu den Schiffen, die bei dieser Aufgabe eingesetzt wurden. Von diesen Einsätzen liefen viele ohne Kontakte mit feindlichen Einheiten ab. Erst am 1. Mai wurde ein von der Turbine und drei weiteren Zerstörern gesichertes Rückgeleit vom britischen U-Bootes Upholder angegriffen, das die deutschen Transporter Arcturus (2576 BRT) und Leverkusen (7382 BRT) versenkte. Die deutschen Frachter Castellon und Wachtfels sowie die italienische Giulia blieben unbeschädigt.
Im Mai waren Turbine und Euro an einem größeren deutsch-italienischen Geleit von Palermo nach Tripolis beteiligt, das vom britischen U-Boot Urge angegriffen wurde. Das britische Boot meldete zwar Treffer, tatsächlich kam es nur zu einer Kollision des Frachters Preußen mit einem italienischen Tanker. Der Geleitzug erreichte mit allen fünf Frachtern, zwei Tankern und den fünf sichernden Zerstörern am 21. Mai Tripolis.
Schon am 24. verließen die Zerstörer Turbine, Folgore und Fulmine Tripolis als Sicherung eines Rückgeleits von sechs Schiffen: den deutschen Frachtern Duisburg und Preussen (mit 568 Kriegsgefangenen an Bord), den italienischen Frachtern Bosforo und Bainsizza und den Tankern Panuco und Superga. Aber schon früh am 26. wurde der Konvoi zurückgerufen. Der 2. Versuch ab dem 27. war dann erfolgreich und alle Schiffe erreichten am 29. und 30. Mai die Zielhäfen Palermo und Neapel.
Ab Ende Juni die britische Funkaufklärung in Bletchley Park rechtzeitig Erkenntnisse über die Geleitzüge der Achsenmächte liefern, aber Geheimhaltung und mangelndes Vertrauen verhinderten anfangs größere Erfolge, so dass ein schneller Nachschubgeleitzug mit fünf italienischen Motorschiffen und der deutschen Ankara, gesichert durch Turbine sowie die Zerstörer Dardo, Freccia und Strale noch unangegriffen von Neapel nach Tripolis laufen konnte.
Derartige Erfolge gelangen immer wieder, da die Versorgung des britischen Stützpunktes Malta große Anstrengungen der Alliierten erforderten. So konnte Turbine mit den Zerstörern Freccia, Dardo und Strale Ende Juli drei italienische Frachter und die deutsche Spezia ungehindert von Neapel nach Tripolis geleiten. Das anschließende Rückgeleit wurde am 5. August (allerdings erfolglos) aus der Luft angegriffen.
Die dann weiter steigenden Verlustzahlen führten zu einer immer angespannteren Versorgungslage der deutsch-italienischen Afrika-Armee und zwang die italienische Flotte zu weiteren Anstrengungen, um Nachschubtransporte durchzubringen. Die ab dem 19. November auslaufenden Konvois wurden nicht nur von Zerstörern wie der Turbine und Torpedobooten gesichert, sondern auch die Schweren Kreuzer Gorizia, Trento und Trieste gingen aus Neapel in See. Zur Sicherung stießen an der Messina-Straße die Leichten Kreuzer Duca degli Abruzzi und Garibaldi sowie fünf weitere Zerstörer. Kurz vor Mitternacht am 21./22. torpedierte die Utmost die Trieste, die nur mit Mühe Messina erreichen konnte und für den Rest des Krieges ausfiel. Wenig später wurde der Verband durch britische Flugzeuge aus Malta angegriffen, die einen Lufttorpedotreffer auf der Duca degli Abruzzi erzielten.
Am 22. November erhielten die italienischen Flotteneinheiten den Befehl alle Transporter nach Tarent zu geleiten und die schwer beschädigte Duca degli Abruzzi in Sicherheit zu bringen.
Um die Versorgung der Truppen der Achse in Nordafrika sicherzustellen, kam dann der gesamte verfügbare Bestand der italienischen Flotte (vier Schlachtschiffe, fünf Kreuzer und achtzehn Zerstörer) zum Einsatz. Dazu kamen die normalen Sicherungseinheiten an den Konvois mit weiteren Zerstörern und Torpedobooten. Der Konvoi sollte sich aus verschiedenen getrennt anmarschierenden Teilen zusammensetzen. Schon auf dem Anmarsch gingen die ersten beiden Transporter durch britische U-Boote verloren. Nachdem am 14. Dezember das britische U-Boot Urge die Vittorio Veneto torpedierte und das Schlachtschiff schwer beschädigt Tarent erreichen konnte, brach das italienische Oberkommando die Operation ab. Dabei kollidierten die beiden von Strale und Turbine gesicherten, aus Argostoli herangeführten Frachter und fielen aus.

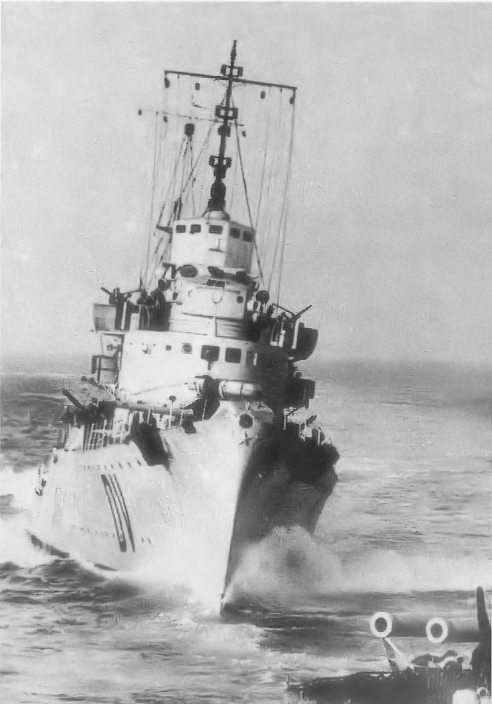
Giovanni Da Verrazzano der Navigatori-Klasse.

Bis zum August 1942 blieb die Turbine im Geleitdienst zwischen Italien und Nordafrika im Einsatz. Bei der Verteidigung eines Konvois nach Nordafrika jagte sie mit dem Zerstörer Vivaldi das angreifende U-Boot Thorn, das den Zerstörern entkommen konnte. Anfang Juli begleitete Turbine mit dem Schwesterschiff Euro und dem Zerstörer Da Verazzano sowie fünf Torpedobooten drei Transporter von Tarent nach Bengasi. Der Konvoi wurde mehrfach von Flugzeugen und dem britischen U-Boot Turbulent angegriffen, erreichte dennoch mit allen Schiffen sein Ziel.
Im Laufe des Jahres 1942 wurde die Turbine dann überholt und umgerüstet. Der vordere Torpedorohrsatz wurde ausgebaut und an seiner Stelle zwei 37 mm-L/54-Breda Maschinenkanonen eingebaut. Dazu erhielt das Schiff zwei weitere Wasserbombenwerfer.
 In der letzten Phase des Krieges war die Turbine in der Ägäis eingesetzt.
Als die italienische Kapitulation gegenüber den Alliierten am 8. September 1943 bekannt wurde, befand sich die Turbine in Athen. Dort waren auch der Zerstörer Crispi und die früher als Zerstörer klassifizierten Torpedoboote San Martino und Calatafimi. Mit Castelfidardo und Solferino lagen zwei Torpedoboote mit gleicher Geschichte
in der Sudabucht östlich von Chania.
 Während diese Häfen nahe deutschen Luftwaffenstützpunkten lagen, befand sich nur Turbine’s Schwesterschiff Euro in Leros im italienischen Dodekanes.
 In Piräus versuchten die Deutschen die vorhandenen Schiffe und Boote der italienischen Marine zu übernehmen. Der dort vorhandene deutsche Minenleger Drache gab vor (oder hatte) vor dem Hafen Minen verlegt zu haben. Die Deutschen boten den Italienern an, an ihrer Seite weiterzukämpfen. Nur geringe Teile der Italienischen Besatzungen waren dazu bereit. Die Masse nahm das Angebot der Deutschen an, von ihnen nach Italien entlassen zu werden. Tatsächlich wurden sie meist Zwangsarbeiter (amtlich: Italienische Militärinternierte) für das Deutsche Reich in Rüstungsbetrieben im deutschen Machtbereich.

### TorpedobootTA 14unter deutscher Flagge
Die beiden vorgenannten italienischen Zerstörer und die vier zu Torpedobooten umgestuften ehemaligen Zerstörer in Piräus und Suda wurden von der deutschen Kriegsmarine als Torpedoboote (Ausland) unter den Bezeichnungen TA 14 ff. übernommen und bildeten die neue 9. Torpedoboot-Flottille im Ägäischen Meer. Diese älteren italienischen Einheiten waren relativ stark abgenutzt und insbesondere ihre Maschinen in einem schlechten Zustand. Die TA 14/Turbine erreichte maximal wohl noch 27 kn. Hinsichtlich der Bewaffnung der Boote konnten die leichten Flugabwehrwaffen durch erbeutete oder vorhandene leichte Maschinenwaffen verstärkt werden. So umfasste die Bewaffnung der TA 14 schließlich neben den beiden 120 mm-L/45-Zwillingsgeschützen drei italienische 37 mm-L/54-Flak, vier 20 mm-L/65 Zwillings- und 10 einzelne 20 mm-L/65-Maschinenkanonen, einen Torpedorohr-Dreifachsatz und zwei Wasserbombenwerfer. Neu hatte das Schiff ein deutsches FuMO 28-Funkmessgerät. Die Besatzung des alten Zerstörers umfasste 180 Mann.
Ab dem 5. November 1943 sicherte die neue Flottille den Vormarsch einer Transportflotte mit der deutschen „Kampfgruppe Müller“ (22. Inf.Div., GenLt. Friedrich-Wilhelm Müller) mit kleinen Dampfern, Küstenfahrzeugen und Fährprähmen von Laurion und Kea nach Osten zu den als „Absprunghäfen“ für die Eroberung des Dodekanes vorgesehenen Inseln Kos und Kalymnos.
Ab dem 10. November begann dann die eigentliche Eroberung des Dodekanes durch die Deutschen. Die Torpedoboote der 9. Flottille erfüllten Transportaufgaben. Die Unterstützung der Landungstruppen leistete vorrangig die Luftwaffe, deren Anflugswege relativ kurz waren. Die Unterstützung der britischen Einheiten litt unter der großen Entfernung zu den Basen in Ägypten.

siehe auch Dodekanes-Feldzug
Die ehemals italienischen Boote sicherten weiterhin den Versorgungsverkehr zwischen den von den Deutschen besetzten griechischen Inseln. Am 2. Februar 1944 wurde TA14 nordöstlich Amorgos durch alliierte Flugzeuge durch einen Bombentreffer im Maschinenraum schwer beschädigt, als sie mit TA 15 (ex Crispi) und TA 16 (ex Castelfidardo) ein kleines Geleit sicherte, von dem noch der Dampfer Leda (ex it. Leopardi, 4573 BRT) versenkt wurde.
Die beschädigte TA 14 wurde in Salamis repariert. Nur kurze Zeit wieder im Dienst, sicherte TA 14 Ende Mai 1944 in der 9. Flottille (mit TA 16, TA 17 und TA 19) und der 21. U-Jagd-Flottille mit vier U-Jägern und drei Räumbooten sowie einer Luftsicherung durch eine Arado Ar 196 und sechs Junkers Ju 88 drei Frachter auf dem Weg nach Kreta. Am 1. Juni griff ein alliierter Verband von über 29 Bombern, 24 Jagdbombern, gesichert durch 17 Jagdflugzeuge das lange erwartete deutsche Geleit nördlich Kreta an. Der Frachter Sabine (ex-ital. Salvatore, 2252 BRT) und zwei U-Jäger sanken nach Bombentreffern, der Frachter Gertrud (ex-dän. Gerda Toft, 1960 BRT) erreichte mit TA 16 beschädigt Heraklion. Dort wurde am 2. das TA 16 bei einem weiteren Luftangriff vernichtet, als die Gertrud nach Bombentreffer explodierte. Der dritte Dampfer des Geleits, Tanais (1545 BRT), hatte unbeschädigt Kreta erreicht, wurde aber am 9. Juni auf dem Rückmarsch nach Piräus durch das britische U-Boot Vivid versenkt. An Bord des Dampfers befanden sich u. a. 265 aus der Gemeinde Chania deportierte Juden (davon über 100 Kinder), 48 verhaftete griechische Widerstandskämpfer, 112 italienische Gefangene, von denen kaum einer überlebte. Nach dem Scheitern des Konvois wurde die Verbindung vom griechischen Festland nach Kreta nur noch durch einzeln fahrende Kleinfahrzeuge aufrechterhalten.
 Die Torpedoboote TA 14 (ex Turbine) und TA 17 (ex San Martino) der 9. T-Flottille verlegten nach der Versorgungsaktion für Kreta weiter zum Marinehafen von Portolago auf Leros. Dort wurden die beiden Torpedoboote in der Nacht zum 19. Juni durch britische Sabotagetrupps angegriffen und durch Haftminen beschädigt. Beide Torpedoboote wurden nach einer Notreparatur zum Festland verlegt, um dort repariert zu werden.
Nach dem Abfall der Verbündeten Rumänien und Bulgarien musste die Heeresgruppe E Griechenland Hals über Kopf räumen, da ihre Stellung unhaltbar wurde. Britische Truppen unter dem Befehl von General Scobie, der auch das Kommando über alle griechischen bewaffneten Formationen einschließlich der Partisanen übernahm, landeten im September 1944 auf dem Peloponnes. Am 12. begannen deutsche Truppen mit der Räumung der südlichen Ionischen Inseln und am 22. mit der Teilräumung Kretas (nur der Nordwestteil bleibt als »Festung Kreta« besetzt). Die Alliierten starteten eine Offensive gegen die Räumungsbewegungen der Deutschen in der Ägäis. Bei einem Luftangriff der USAAF auf Salamis am 15. September 1944 wurde das TA 14 (ex Turbine) dort versenkt.